# World Rugby Sevens Series 2021-2022
Il World Rugby Sevens Series 2021-2022 è stata la ventitreesima del torneo internazionale di rugby a 7.
Nessuna squadra è stata retrocessa al termine della manifestazione in quanto il numero di partecipanti fu ridotto quando Inghilterra, Scozia e Galles decisero di essere rappresentate dalla Gran Bretagna.

## Squadre partecipanti
Le 16 core teams per la stagione 2021-22 sono le seguenti:
| Sudafrica     | Stati Uniti | Spagna  | Giappone    |
| Figi          | Argentina   | Scozia  | Samoa       |
| Nuova Zelanda | Kenya       | Francia | Inghilterra |
| Australia     | Canada      | Galles  | Irlanda     |

Alle 16 principali si aggiungono 3 squadre che hanno partecipato per invito:
| Gran Bretagna | Germania | Giamaica |

## Tornei 2021-22
| Tornei 2021–22   | Tornei 2021–22                          | Tornei 2021–22               | Tornei 2021–22 |
| Torneo           | Località                                | Date                         | Vincitore      |
| ---------------- | --------------------------------------- | ---------------------------- | -------------- |
| Dubai Sevens     | The Sevens, Dubai                       | 26 novembre-27 novembre 2021 | Sudafrica      |
| Dubai Sevens     | The Sevens, Dubai                       | 3 dicembre-4 dicembre 2021   | Sudafrica      |
| Spain Sevens     | Estadio Ciudad de Malaga, Malaga        | 21 gennaio-23 gennaio 2022   | Sudafrica      |
| Spain Sevens     | Estadio de La Cartuja, Siviglia         | 28 gennaio-30 gennaio 2022   | Sudafrica      |
| Singapore Sevens | Stadio nazionale di Singapore           | 9 aprile-10 aprile 2022      | Figi           |
| Canada Sevens    | BC Place, Vancouver                     | 16 aprile-17 aprile 2022     | Argentina      |
| Toulouse Sevens  | Stadio Ernest Wallon, Tolosa            | 20 maggio-22 maggio 2022     | Figi           |
| London Sevens    | Twickenham, Londra                      | 28 maggio-29 maggio 2022     | Australia      |
| USA Sevens       | Dignity Health Sports Park, Los Angeles | 27 agosto-28 agosto 2022     | Nuova Zelanda  |

## Classifica generale
| Pos. | Squadra       | TOTALE |
| ---- | ------------- | ------ |
| 1    | Australia     | 126    |
| 2    | Sudafrica     | 124    |
| 3    | Figi          | 122    |
| 4    | Argentina     | 118    |
| 5    | Irlanda       | 92     |
| 6    | Stati Uniti   | 87     |
| 7    | Francia       | 81     |
| 8    | Nuova Zelanda | 80     |
| 9    | Samoa         | 71     |
| 10   | Inghilterra   | 71     |
| 11   | Spagna        | 51     |
| 12   | Kenya         | 49     |
| 13   | Scozia        | 44     |
| 14   | Canada        | 34     |
| 15   | Galles        | 34     |
| 16   | Giappone      | 26     |
| 17   | Gran Bretagna | 25     |
| 18   | Germania      | 10     |
| 19   | Giamaica      | 3      |

## Risultati dei tornei

### Dubai Sevens (1)
| Trofeo | Finaliste                  | Semifinaliste        |
| ------ | -------------------------- | -------------------- |
| Cup    | Australia 42-7 Stati Uniti | Argentina 19-12 Figi |

### Dubai Sevens (2)
| Trofeo | Finaliste                | Semifinaliste           |
| ------ | ------------------------ | ----------------------- |
| Cup    | Australia 7-10 Sudafrica | Argentina 38-21 Francia |

### Malaga Sevens
| Trofeo | Finaliste                 | Semifinaliste               |
| ------ | ------------------------- | --------------------------- |
| Cup    | Sudafrica 24-17 Argentina | Inghilterra 24-20 Australia |

### Siviglia Sevens
| Trofeo | Finaliste                | Semifinaliste          |
| ------ | ------------------------ | ---------------------- |
| Cup    | Sudafrica 33-7 Australia | Argentina 12-5 Irlanda |

### Singapore Sevens
| Trofeo | Finaliste                | Semifinaliste           |
| ------ | ------------------------ | ----------------------- |
| Cup    | Figi 28-17 Nuova Zelanda | Australia 21-19 Irlanda |

### Vancouver Sevens
| Trofeo | Finaliste            | Semifinaliste         |
| ------ | -------------------- | --------------------- |
| Cup    | Argentina 29-10 Figi | Australia 21-19 Samoa |

### Tolosa Sevens
| Trofeo | Finaliste          | Semifinaliste       |
| ------ | ------------------ | ------------------- |
| Cup    | Figi 29-17 Irlanda | Francia 17-12 Samoa |

### London Sevens
| Trofeo | Finaliste                     | Semifinaliste    |
| ------ | ----------------------------- | ---------------- |
| Cup    | Australia 19-14 Nuova Zelanda | Figi 31-26 Samoa |

### Los Angeles Sevens
| Trofeo | Finaliste                | Semifinaliste        |
| ------ | ------------------------ | -------------------- |
| Cup    | Nuova Zelanda 28-21 Figi | Australia 21-7 Samoa |